# Гацинзи, Марсель
Марсе́ль Гаци́нзи (англ. Marcel Gatsinzi; 9 января 1948, Кигали — 7 марта 2023, Брюссель) — руандийский военный и политический деятель. Министр обороны Руанды (2002—2010). Министр по делам беженцев и ликвидации последствий стихийных бедствий Руанды (2010—2013).

## Биография
Родился 9 января 1948 года в Кигали. Этнический хуту из Бутаре. Начал своё образование в колледже Сент-Андре в Ньямирамбо, который окончил с дипломом в 1968 году. Его военная карьера началась в том же году в Военной академии Кигали, и 31 марта 1970 года он был произведён в младшие лейтенанты.
В 1971 году он продолжил обучение в военной школе материально-технического обеспечения в Хеверли. В 1974—1976 годах учился в Королевском высшем институте обороны.
Помимо военных заданий в руандийской армии, он служил в Группе нейтральных военных наблюдателей ОАЕ. В составе группы, которая во время Гражданской войны в Руанде осуществляла наблюдение за прекращением огня в период переговоров между правительством и РПФ, участвовал в процессе переговоров.
С 6 по 17 апреля 1994 года, во время геноцида, он занимал должность начальника штаба Сил обороны Руанды. Поскольку он выступал за более умеренный подход и выступал против расширения геноцида, а также по обвинениям в пособничестве Патриотической армии Руанды и поставке оружия ополченцамто был отстранён от должности и заменён Огюстеном Бизимунгу. Он провёл месяц в изгнании в Заире, прежде чем вернуться в поисках примирения после убийства около 800.000 тутси и политически умеренных хуту. Впоследствии он был повышен до звания бригадного генерала и назначен для ведения переговоров с РПФ и «других обязанностей, которые не связаны с непосредственным командованием войсками».

### После геноцида
После прихода РПФ к власти, он был включён им в Патриотическую армию Руанды. В 1997 году был назначен начальником штаба Национальной жандармерии.
Он занимал различные политические и военные посты, среди которых основными в его карьере были:
- заместитель начальника штаба Патриотической армии Руанды в 1995—1997 годах;
- начальник штаба Национальной жандармерии в 1997-2000 годах;
- генеральный секретарь Службы национальной безопасности в 2000—2002 годах;

Был назначен министром обороны Руанды 15 ноября 2002 года, сменив на этом посту бригадного генерала Эммануэля Хабьяриману. В 2005 году давал показания в суде Гашача10 апреля 2010 года его отправили в отставку из-за обвинений в его предполагаемом участии в геноциде и был назначен министром по делам беженцев и ликвидации последствий стихийных бедствий Руанды. Занимал этот пост до 2013 года.
Был награждён серией почётных военных медалей.
Умер 7 марта 2023 года в больнице Брюсселя, где проходил плановый курс лечения.

## Личная жизнь
Был женат на тутси.